# Aquilino Ribeiro Machado
Aquilino Ribeiro Machado ComL (Bayonne, 6 de Abril de 1930 – Lisboa, 7 de Outubro de 2012) foi um político português, Presidente da Câmara Municipal de Lisboa.

## Biografia
Filho de escritor Aquilino Ribeiro e de sua mulher Jerónima Dantas Machado, filha de Bernardino Machado, terceiro e oitavo presidente eleito da República Portuguesa e filho unigénito do segundo casamento do 1.º Barão de Joane. Aquilino Ribeiro Machado nasceu em Paris, em 1930, durante o exílio forçado da família em França. Forçado porque o pai, o escritor Aquilino Ribeiro, tinha participado numa revolta frustrada contra a Ditadura Militar três anos antes. O regresso (clandestino) a Portugal aconteceu em 1932.
Engenheiro de formação, foi Deputado pelo círculo eleitoral do Distrito de Lisboa na Assembleia da República na I Legislatura da Terceira República Portuguesa (1976-1980) e na II Legislatura da Terceira República Portuguesa (1980-1983).
Aquilino Ribeiro Machado venceu, como cabeça-de-lista do PS, as eleições autárquicas de 1976 e foi eleito 60.º Presidente da Câmara Municipal de Lisboa, o primeiro em democracia. Cumpriu três anos de mandato, até 1980. Sucedeu-lhe Nuno Krus Abecasis (CDS).
A 1 de Outubro de 1985 foi feito Comendador da Ordem da Liberdade.
Aquilino Ribeiro Machado morreu a 7 de Outubro de 2012, Domingo.